# Homohelea melia
Homohelea melia är en tvåvingeart som beskrevs av Meillon 1943. Homohelea melia ingår i släktet Homohelea och familjen svidknott. Inga underarter finns listade i Catalogue of Life.